# Halogenação de Hell-Volhard-Zelinsky
A reação de halogenação de Hell-Volhard-Zelinsky envolve a halogenação no carbono α de um ácido carboxílico. Foi nomeada em homenagem aos químicos alemães Carl Magnus von Hell (1849–1926) e Jacob Volhard (1834–1910) e ao químico russo Nikolay Zelinsky (1861–1953). Para que essa reação ocorra, o carbono α deve conter pelo menos um hidrogênio α.
Um exemplo da reação de Hell-Volhard-Zelinsky pode ser visto na preparação de alanina a partir do ácido propiônico. Na primeira etapa, uma combinação de bromo e tribrometo de fósforo — catalisador — é usada nessa reação para preparar o ácido 2-bromopropanoico, que, na segunda etapa, é convertido em uma mistura racêmica do aminoácido produdo por aminólise.

## Mecanismo
A reação é iniciada pela adição de uma quantidade catalítica de PBr3 seguida pela adição de um equivalente molar de Br2.
O PBr3 substitui a hidroxila carboxílica por um brometo, resultando em um brometo de ácido carboxílico. O brometo de acila tautomeriza em um enol, que reage com o Br2 para a bromação na posição α.
Em solução aquosa neutra ou levemente ácida, a hidrólise do brometo de α-bromoacila ocorre espontaneamente, produzindo o ácido α-bromocarboxílico em uma substituição nucleofílica acílica. Se uma solução aquosa for desejável, um equivalente molar de PBr3 deve ser usado à medida que a cadeia catalítica é interrompida.
Se estiver presente pouco solvente nucleofílico, a reação do brometo de α-bromoacila com o ácido carboxílico produz o ácido α-bromocarboxílico e regenera o intermediário brometo de acila. Na prática, um equivalente molar de PBr3 é frequentemente usado de qualquer maneira para superar a cinética reacional lenta.
O mecanismo para a troca entre um brometo de alcanoíla e um ácido carboxílico é ilustrado abaixo. O brometo de α-bromoalcanoíla tem um carbono carbonílico fortemente eletrofílico devido aos efeitos indutivos retiradores de elétrons dos dois brometos.
Ao se extinguir a reação com um álcool, em vez de água, o α-bromoéster pode ser obtido.